# Heiko Jung (Bassist)
Heiko Jung (* 22. Mai 1982 in Memmingen) ist ein deutscher Fusionmusiker (Bass).

## Leben und Wirken
Jung studierte am Richard-Strauss-Konservatorium München Jazz-E-Bass bei Patrick Scales und klassischen Kontrabass bei Caius Oana; vertiefend kamen Workshops und Unterricht bei Lee Konitz, Gary Willis, Markus Setzer, Markus Bodenseh und Igor Schiele. Er schloss sein Studium mit Bestnote in der künstlerischen Diplomprüfung ab. Zudem war er Landessieger beim Wettbewerb Jugend jazzt mit seiner Band Fourscore und wurde Mitglied im Landes-Jugend-Jazzorchester Bayern.
Jung gehört seit 2008 zu der Metal-Jazz-Band Panzerballett und trat regelmäßig mit dem Schlagwerker Martin Grubinger oder Klaus Doldingers Passport auf. Weiterhin arbeitet er mit seinem Bruder, dem Gitarristen Alex Jung, und im Trio Triazz mit Dittmar Hess und Thomas Wecker. Er arbeitete auch mit Randy Brecker, Joseph Bowie, Ulf Wakenius, Mattias Eklundh, Claudio Roditi, Bobby Shew, Peter O’Mara, Jay Ashby, Roberto Di Gioia, Hugo Strasser, Rob Pronk, Max Mutzke, sowie der Academy of St. Martin in the Fields. Mit Jan Eschke und Arno Haselsteiner bildete er das Trio Dreizack, das das Album Tricolor vorlegte. Jung ist als Workshop-Autor für das Fachmagazin „bassquarterly“ tätig.

## Diskographische Hinweise
- Fourscore: Add to Friends (Intuition Records 2008, mit Tobias Meinhart, Alex Jung, Nevyan Lenkov)
- Panzerballett: Hart Genossen (ACT, 2009)
- Martin Grubinger: Drums n‘ Chants (Deutsche Gramophon, 2010)
- Alexander von Hagke: Fusion Nouvelle (ESC, 2011)
- Earforce (Radau 2012, mit  Florian Jechlinger, Franz Weyerer, Mathias Engl, Nemanja Jovanović,  Dirk Janoske, Erwin Gregg, Jürgen Neudert, Max Tiller, Ulrich Wangenheim,  Christian Haller, Thorsten Skringer, Jan Zehrfeld, Sebastian Lanser)
- Panzerballett: Breaking Brain (Gentle Art of Music, 2015)
- Jung/Jung: Trio Recordings (Unit Records, 2016, mit Matthias Gmelin sowie Tobias Meinhart, Ernst Ströer)